# Scybalocanthon pygidialis
Scybalocanthon pygidialis är en skalbaggsart som beskrevs av Schmidt 1922. Scybalocanthon pygidialis ingår i släktet Scybalocanthon och familjen bladhorningar. Inga underarter finns listade i Catalogue of Life.